# Cerastes boehmei
Cerastes boehmei là một loài rắn trong họ Rắn lục. Loài này được Wagner & Wilms mô tả khoa học đầu tiên năm 2010.